# 14 successi di Milva
14 successi di Milva, pubblicato nel 1961, è il primo album della cantante italiana Milva.

## Il disco
Come dice il titolo, il disco contiene 14 brani, scelti tra le sue canzoni già pubblicate su 45 giri dal suo debutto avvenuto nel 1959. 
L'album contiene Il mare nel cassetto, brano col quale, in coppia con Gino Latilla, la Rossa esordì al Festival di Sanremo nel 1961, classificandosi terza e ottenendo il suo primo successo di pubblico e critica. In quel periodo i giornalisti montarono per motivi pubblicitari una presunta rivalità con Mina, che nell'occasione arrivò quarta.
Inoltre sono compresi il primo successo di Milva, Flamenco Rock, la celebre Tango della gelosia e Estate di Bruno Martino. Nella scelta di queste canzoni già si denota la propensione per ritmi e atmosfere internazionali, per un repertorio colto, eclettico, mai banale. Su tutto l'amore per la canzone francese e per la musica "impegnata" che negli anni successivi la porterà a confrontarsi con Brecht, con la canzone di protesta e con il teatro.
Il disco è stato ristampato diverse volte su vinile (mai su CD) con una copertina diversa, ma con lo stesso numero di catalogo.
Pubblicato anche in Brasile su etichetta Fermata col titolo 14 sucessos de Milva, con la stessa grafica di copertina, ma con in più i titoli tradotti in portoghese.

## Edizioni
L'album fu pubblicato in Italia in LP dalla Fonit Cetra, con numero di catalogo LPB 35014. La copertina riporta alcune miniature di foto di Milva in bianco e nero durante un concerto e la scritta MILVA a grandi lettere in rosso, con il titolo del disco riportato sul retro di copertina. 
Fu ristampato nel 1964 altre due volte con differente artwork, un intenso primo piano di Milva in bianco e nero e la scritta del titolo del disco in verde. Le due ristampe differiscono anche per una differenza della tonalità di grigio della copertina e per una differente impaginazione del titolo e dei crediti sul retro di copertina. La stessa foto verrà utilizzata due anni più tardi per l'album Milva.
L'album fu distribuito nello stesso anno anche in Australia, utilizzando l'artwork delle ristampe italiane del 1964, distribuito dall'etichetta Carinia Records. 
Nel 1967 fu distribuito in Brasile ed in Colombia dall'etichetta Fermata, utilizzando in entrambi i casi l'artwork originale della prima stampa in rosso.
L'album è presente anche sulle piattaforme digitali e sui servizi di streaming.

## Tracce
Lato A
1. Flamenco rock (Walter Malgoni, Pier Quinto Cariaggi)
2. Il mare nel cassetto (Piero Carlo Rolla, La Valle, Lattuada)
3. Una storia così (Luis Bacalov, Franco Maresca)
4. Anche la fine (Arturo Casadei, Luciano Beretta)
5. Arlecchino gitano (Giraud, Ardiente)
6. Romantic cha-cha-cha (Saverio Seracini)
7. Estate (Bruno Martino, Bruno Brighetti)

Lato B
1. Milord (Marguerite Monnot, Gian Carlo Testoni)
2. Io amo, tu ami (Enzo Bonagura, Gino Redi)
3. Les enfant du Pirée (Manos Hadjidakis, Giada)
4. Exodus (E. Gold, Mimma Gaspari)
5. Roman love (S. Black, Michele Galdieri)
6. Ballata del fiume (William Galassini)
7. Tango della gelosia (Vittorio Mascheroni, Mendes)

- Orchestra diretta da William Galassini tranne in Flamenco rock, diretta da Cinico Angelini.